# Надскупчення галактик

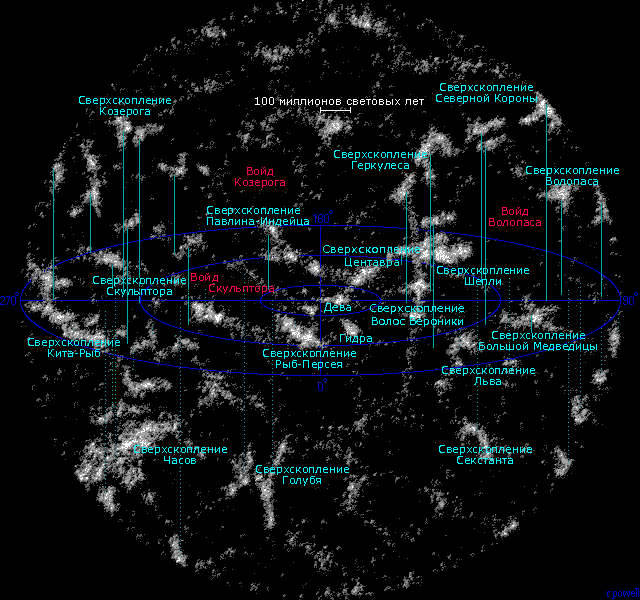
Всесвіт у межах 1 млрд світлових років (307 мегапарсек), що показує найближчі надскупчення

Надскупчення галактик — фізично пов'язані скупчення й групи галактик, що утворюють сплющені структури в складі великомасштабної структури Всесвіту.
Чумацький Шлях — частина Місцевої групи галактик, що містить більше 50 галактик, входить до надскупчення Діви, яке, у свою чергу, є частиною Ланіакеї. Це надскупчення досягає розміру у 500 мільйонів світлових років, у той час як Місцева група має розмір близько 10 мільйонів світлових років Кількість надскупчень у видимому Всесвіті становить приблизно 10 мільйонів..

## Опис
Галактики розподілені в нашому Всесвіті нерівномірно — більшість з них об'єднані в групи й скупчення, які містять від десятків до декількох тисяч галактик. Ці скупчення й додаткові ізольовані галактики в свою чергу створюють ще більші структури, звані надскупченнями, що включають від двох до двадцяти скупчень галактик, які розташовані або в галактичних нитках, або у вузлах перетину ниток. Як правило, надскупчення містять десятки окремих скупчень по всій площі простору який дорівнює близько 150 мільйонів світлових років. На відміну від скупчень, більшість надскупчень НЕ пов'язані один з одним під дією сили тяжіння[джерело?]. Надскупчення настільки великі, що не є гравітаційно-пов'язаними і, тому, розширюються відповідно до закону Хаббла.
Місцева група перебуває поблизу Місцевого надскупчення (також відомого як надскупчення Діви), що має діаметр 100 мільйонів світлових років. Місцеве надскупчення в цілому має масу приблизно у 10 15 разів більшу за масу Сонця. У межах 1 млрд св. років перебуває близько 100 надскупчень.

Найбільше надскупчення в спостережуваному Всесвіті називають Великим Атрактором. Його тяжіння настільки сильне, що Місцеве надскупчення (включаючи Чумацький Шлях), рухається в напрямку до нього зі швидкістю кілька сотень кілометрів на секунду. Найбільшим надскупченням за межами місцевого всесвіту є галактична нитка Персея-Пегаса. Ця структура містить надскупчення Персея й охоплює близько мільярда світлових років, що робить його однією з найбільших відомих структур у Всесвіті[джерело?].
Раніше вважалося, що надскупчення є найбільшими структурами у Всесвіті. Однак після низки нещодавніх відкриттів, вважається, що надскупчення є частиною величезних «стін», також званих нитками, які можуть досягати в довжину мільярда світлових років, тобто більше 5 %  видимого Всесвіту. 
Надскупченя мають величезні розміри, тому для їх вивчення використовується велика кількість спостережних даних — в першу чергу, променеві швидкості галактик.

## Порожнини й листки
На сучасних картах неба відображено розташування 1,6 мільйона галактик. Розташування галактик у тривимірному просторі розраховують за їх розташуванням на небосхилі, враховуючи червоний зсув галактики. Тривимірні карти застосовують для подальшого розуміння місця цих надскупчень.
Як було визначено з цих карт, надскупчення галактик розподілені у Всесвіті нерівномірно. Видається, що вони лежать уздовж волокон. Карти показують величезні войди («порожнини»), де дуже мало галактик. У таких порожнинах можна знайти окремі тьмяні галактики або водневі хмари, але більшість галактик перебуває в листках між порожнинами. Самі порожнини часто кулясті, однак надскупчення такими не є. Вони можуть варіюватися від 100 мільйонів до 400 мільйонів світлових років у діаметрі. Структура листів і порожнин містить інформацію про те, як скупчення галактик формувалися в ранньому Всесвіті.
Як модель розташування надскупчень галактик у Всесвіті часто застосовують аналогію з губкою, де дірки — це порожнини між надскупченями.

## Існування
Гіпотезу про існування надскупчень вперше висунув 1958 року Джордж Ейбелл у своєму каталозі скупчень галактик. Він називав їх «скупченнями другого порядку», або скупченнями скупчень.
Надскупчення утворюють масивні структури, так звані «галактичні нитки», «комплекси надскупчень» або «листки», що можуть простягатися на відстань від декількох сотень мільйонів світлових років до 10 мільярдів світлових років й охоплюють більш ніж на 5 % видимого Всесвіту. Це найбільші наразі відомі структури. Спостереження надскупчень може дати інформацію про початковий стан Всесвіту, коли були утворені такі надскупчення. Напрямки осей обертання галактик всередині надскупчень можуть також дати уявлення й інформацію про початок процесу формування галактик в історії Всесвіту.

## Список надскупчень

### Найближчі надскупчення
| Надскупчення                  | Відстань/Розмір (млн св. Років)                                                      | Примітка |
| ----------------------------- | ------------------------------------------------------------------------------------ | --- |
| Ланіакея                      | - z = 0.000 - Розмір = 153 Мпк (500 мільйонів св. років)                             | Ланіакея — надскупчення галактик, в якому, зокрема, міститься Місцеве надскупчення галактик (складовою частиною якого є Місцева група, що містить галактику Чумацький Шлях з Сонячною системою) і Великий Атрактор. У свою чергу, Ланіакея входить до комплексу надскупчень Риб—Кита.                               |
| Надскупчення Діви             | Місцеве надскупчення галактик - z= 0.000 - розмір — 33 Мпк (110 мільйонів св. років) | Надскупчення містить Місцеву групу галактик, включаючи нашу галактику Чумацький Шлях. До надскупчення також входить Скупчення Діви — найближче до Місцевої групи скупчення галактик. Містить більше 47 000 галактик. Входить до складу відкритого 2014 року надскупчення Ланіакея.                                  |
| Надскупчення Вітрил           | охоплює на небі площу близько 25 × 20 градусів                                       | Одне з найбільших відомих надскупчень. Розміри — 115 км/с мегапарсек по більшим розміром і 90 км/с — мегапарсек за другорядними, що відповідає приблизно 385 млн і 300 млн. світлових років. |
| Надскупчення Гідри—Центавра   |                                                                                      | Надскупчення складається з двох частин, іноді згадуються як окремі надскупчення: - Надскупчення Гідри - Надскупчення Центавра Це надскупчення є найближчим до надскупчення Діви. Входить до складу Ланіакеї. |
| Надскупчення Персея—Риб       |                                                                                      | |
| Надскупчення Павича—Індіанця  |                                                                                      | Входить до складу Ланіакеї. |
| Надскупчення Волосся Вероніки |                                                                                      | Надскупчення містить більше 3000 галактик і формує значну частину структури CfA Homunculus, яка, у свою чергу, є центром Великої Стіни CfA2. |
| Надскупчення Скульптора       |                                                                                      | SCl 9 |
| Надскупчення Геркулеса        |                                                                                      | SCl 160 |
| Надскупчення Лева             |                                                                                      | SCl 93 |
| Надскупчення Змієносця        | - 17г 10х -22° {{{2}}}′ - cz=8500–9000 км/с (центр) - 18 Мпк x 26 Мпк                | Утворює дальню стіну войда Змієносця, може бути з'єднаним ниткою з надскупченням Павича—Індіанця—Телескопа і з надскупченням Геркулеса. У центрі надскупчення розташоване скупчення Змієносця, крім того, надскупчення містить, принаймні, ще два скупчення галактик, чотири групи галактик і кілька галактик поля. |
| Надскупчення Шеплі            | - z=0,046 (близько 650 млн св.років)                                                 | Надскупчення, виявлене другим (після надскупчення Діви). |

### Далекі надскупчення

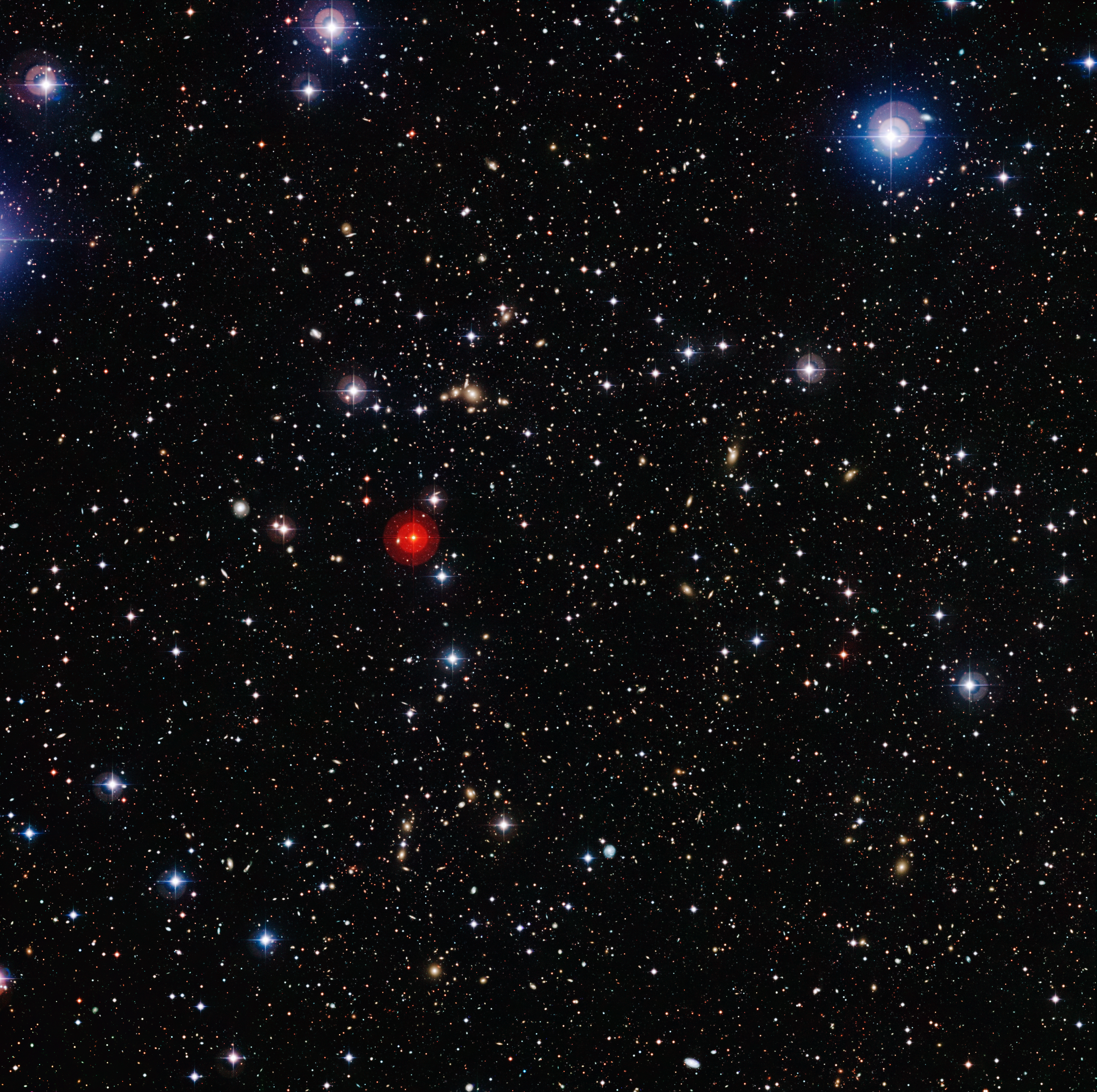
Надскупчення Abell 901/902 розташовано на відстані трохи більше двох мільярдів світових років від Сонячної системи.

| Надскупчення галактик                  | Дані                                                     | Примітки                                                       |
| -------------------------------------- | -------------------------------------------------------- | -------------------------------------------------------------- |
| Комплекс надскупчень Риб — Кита        |                                                          |                                                                |
| Надскупчення Волопаса                  |                                                          | SCl 138                                                        |
| Надскупчення Годинника                 | z=0.063 (700 млн св.р.): Протяжність = 550 млн св.р.     | Все надскупчення також називають надскупченням Годинника-Сітки |
| Надскупчення Північної Корони          | z=0.07                                                   |                                                                |
| Надскупчення Голубки                   |                                                          |                                                                |
| Надскупчення Водолія                   |                                                          |                                                                |
| Надскупчення Водолія B                 |                                                          |                                                                |
| Надскупчення Водолія-Козерога          |                                                          |                                                                |
| Надскупчення Водолія-Кита              |                                                          |                                                                |
| Надскупчення Волопаса A                |                                                          |                                                                |
| Надскупчення Різця                     | z=0.126 (1,4 млрд св.р.): Протяжність = 910 млн.св.років | Найбільше надскупчення галактик                                |
| Надскупчення Дракона                   |                                                          |                                                                |
| Надскупчення Дракона-Великої Ведмедиці |                                                          |                                                                |
| Надскупчення Печі-Ерідана              |                                                          |                                                                |
| Надскупчення Журавля                   |                                                          |                                                                |
| Надскупчення Лева A                    |                                                          |                                                                |
| Надскупчення Лева-Секстанта            |                                                          |                                                                |
| Надскупчення Лева-Діви                 |                                                          | SCl 107                                                        |
| Надскупчення Мікроскопа                |                                                          | SCl 174                                                        |
| Надскупчення Пегаса—Риб                |                                                          | SCl 3                                                          |
| Надскупчення Персея—Риб                |                                                          | SCl 40                                                         |
| Надскупчення Риб-Тельця                |                                                          |                                                                |
| Надскупчення Великої Ведмедиці         |                                                          |                                                                |
| Надскупчення Діви-Волосся Вероніки     |                                                          | SCl 111                                                        |

### Дуже далекі надскупчення
| Надскупчення галактик           | Дані                       | Примітки |
| ------------------------------- | -------------------------- | --- |
| Прото-надскупчення Гіперіона    | z=2,45                     | На час відкриття 2018 року це надскупчення було найбільш раннім та найбільшим прото-надскупченням з відомих. |
| Надскупчення Рисі               | z=1,27                     | Відкрито 1999 р. (як ClG J0848+4453 - назва, яка зараз використовується для опису західного скупчення, а ClG J0849+4452 - східного скупчення), воно містить принаймні два скупчення RXJ 0848.9+4452 (z=1.26) і RXJ 0848.6+4453 (z=1.27). На час відкриття воно було найбільш віддаленим відомим надскупченням. Крім того, з цим надскупченням асоціюють сім менших груп галактик.                                                                           |
| SCL @ 1338+27 на z=1.1          | z=1,1 протяжність = 70 Мпк | Щільне надскупчення, що містить декілька скупчень галактик, було відкрито довкола незвичної концентрації 23 квазарів на z=1,1 2001 року. Розмір цього комплексу скупчень може вказувати на існування в цьому місці не одного надскупчення, а стіни галактик, адже розмір цього скупчення наближається до розміру нитки Велика стіна CfA2. На час відкриття, воно було найбільшим та найвіддаленішим надскупченням на червоному зсуві більше z=0.5           |
| SCL @ 1604+43 на z=0.9          | z=0,91                     | На час відкриття 2000 року, це надскупчення було найбільшим знайденим так далеко у Всесвіті. Воно складалось з двох відомих щільних скупчень та одного нового скупчення, відкритого у результаті дослідження, яке відкрило саме надскупчення. Відомими скупченнями були Cl 1604+4304 (z=0.897) і Cl 1604+4321 (z=0.924), які на той час мали 21 і 42 відомих галактики відповідно. Нововідкрите скупчення було розташовано на 16г 04х 25.7с, +43° 14′ 44.7″ |
| SCL @ 0018+16 at z=0.54 in SA26 | z=0.54                     | Це надскупчення розташовано поблизу радіогалактики 54W084C (z=0.544) і складається з принаймні трьох великих скупчень: CL 0016+16 (z=0.5455), RX J0018.3+1618 (z=0.5506) і RX J0018.8+1602. |
| MS 0302+17                      | z=0.42 протяжність = 6 Мпк | Це надскупчення має принаймні три члени-скупчення галактик: східне скупчення CL 0303+1706, південне скупчення MS 0302+1659 і північне скупчення MS 0302+1717. |